# 1924年冬季奥林匹克运动会瑞典代表团
1924年冬季奥林匹克运动会瑞典代表团参加了在法国的霞慕尼举办的1924年冬奥会。

## 奖牌得主

### 金牌
- 伊利斯·格拉夫斯特伦 — 花样滑冰,男子单人。